# Acerentomon pseudomicrorhinus
Acerentomon pseudomicrorhinus är en urinsektsart som beskrevs av Josef Nosek 1977. Acerentomon pseudomicrorhinus ingår i släktet Acerentomon och familjen lönntrevfotingar. Inga underarter finns listade i Catalogue of Life.